# Necalphus asellus
Necalphus asellus là một loài bọ cánh cứng trong họ Cerambycidae.